# Boris Walerianowitsch Tschirikow
Boris Walerianowitsch Tschirikow (russisch Борис Валерианович Чириков, wiss. Transliteration Boris Valerianovič Čirikov, englische Transliteration Boris Chirikov; * 6. Juni 1928 in Orjol, Russland; † 12. Februar 2008 in Akademgorodok, Nowosibirsk) war ein russischer (überwiegend theoretischer) Physiker, der sich mit nichtlinearer Dynamik und Chaostheorie beschäftigte.

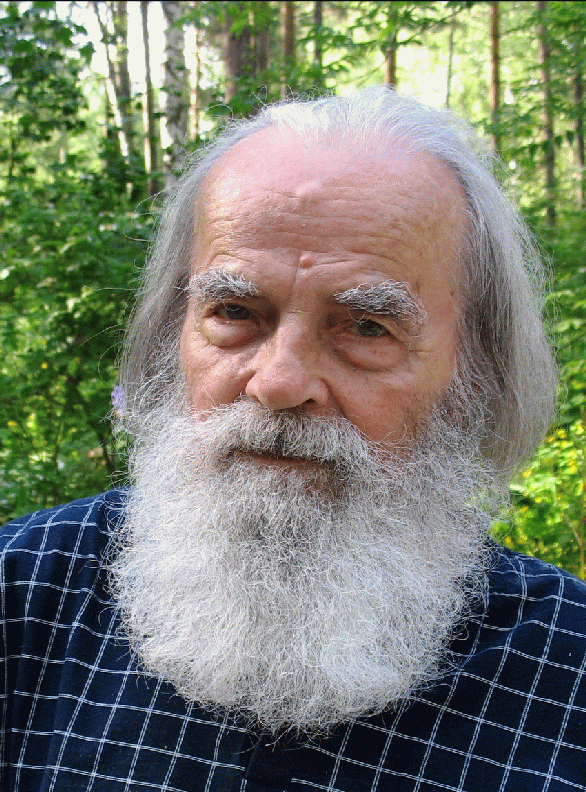
Boris Tschirikow

## Leben
Tschirikow wuchs bei seiner Mutter auf, einer Lehrerin und Bibliothekarin, der Vater hatte die Familie früh verlassen. Die Familie ging 1936 auf der Flucht vor der Hungersnot nach Leningrad, von wo sie 1942 während der Belagerung der Stadt nach Krasnodar evakuiert wurden. Dort lebten sie unter deutscher Besatzung. Kurz nach der Befreiung 1944 starb seine Mutter an Leukämie. 1945 bis 1952 studierte er an der Lomonossow-Universität in der Abteilung Physik und Technologie, dem späteren Moskauer Institut für Physik und Technologie (MITP). Er war dann weiter am Thermotechnischen Laboratorium (TTL), das später im Institut für theoretische und experimentelle Physik (ITEP) aufging, bevor er sich 1954 Gersch Izkowitsch Budkers Gruppe anschloss, die sich am LIPAN (Teil des späteren Kurtschatow-Instituts) mit Plasmaphysik und Beschleunigerphysik beschäftigte.  1958 folgte er Budker an das von diesem in Akademgorodok südlich Nowosibirsk gegründeten Institut für Kernphysik (INP, jetzt Budker-Institut für Kernphysik). Dort blieb er bis zu seinem Tod. Ab 1959 war er auch Professor an der Staatlichen Universität Nowosibirsk.
1983 wurde er korrespondierendes und 1992 volles Mitglied der Russischen Akademie der Wissenschaften.
Er war verheiratet und hat eine Tochter.

## Werk
Tschirikow war sowohl Pionier in der Theorie des klassischen Chaos Hamiltonscher dynamischer Systeme als auch des Quantenchaos. Er begann als Experimentalphysiker, wandte sich aber bald der Theorie zu. Zu seinen frühesten Arbeiten gehörte die Untersuchung  (die sich über fünf Jahre hinzogen) der Stabilität von relativistischen Elektronenstrahlen in Teilchenbeschleunigern, die zum Bau des  russischen B-3 Betatrons führten. 1959 führte er in einer Arbeit zur Erklärung des mysteriösen Elektronenverlustes im Plasmaeinschluss in magnetischen Fallen das Chirikov-Kriterium ein, das das Auftreten von Chaos (in diesem Fall in der chaotischen Diffusion der Elektronen) aus dem Überlappen nichtlinearer Resonanzen erklärt. Es wurde in vielen Bereichen (nicht zuletzt durch Tschirikow) bestätigt, bisher aber nicht mathematisch streng bewiesen. Andrei Kolmogorow, dessen Arbeiten mit denen seines Schülers Wladimir Arnold um dieselbe Zeit das Gebiet von mathematischer Seite revolutionierten, meinte nach Tschirikows Seminarvortrag 1958, in denen er diese Theorie vortrug, das seien die Ideen eines „kühnen jungen Mannes“.
Wenig später wandte Tschirikow schon extensiv Computer-Simulationen zum Studium chaotischer Phänomene an, z. B. in der Erklärung des Fermi-Pasta-Ulam Paradoxons schwach nichtlinearer gekoppelter Oszillatoren 1965. Er untersuchte auch die „Tschirikow-Standardabbildung“ im klassischen Phasenraum, die in vielen dynamischen Systemen  bei der Betrachtung des Verhaltens in der Nähe eines Fixpunktes vorkommt, und deren Quantenversion (Kicked Rotator, eine von periodischen Anstößen, „Kicks“, angetriebene ebene Drehbewegung). Bei der Untersuchungen des Kicked Rotators entdeckte er das Phänomen der dynamischen Lokalisierung im Quantenchaos. Tschirikow bewies z. B., dass die Bewegung des Halleyschen Kometen chaotisch ist (1989), und ebenso, dass die Lösungen der klassischen homogenen Yang-Mills-Gleichung im Allgemeinen chaotisch sind (in technischen Ausdrücken: typische, „generische“ Lösungen haben positive Kolmogorov-Sinai-Entropie). Tschirikows Vorlesungen und Übersichtsartikel (besonders der unten zitierte Artikel in Physics Reports 1979) waren sehr einflussreich in der Entwicklung der Chaostheorie.
Viele der geläufigen Begriffe der nichtlinearen Dynamik wie Arnold Diffusion, KAM-Theorie, Kolmogorow-Sinai-Entropie, wurden von ihm geprägt. Er schrieb auch Arbeiten über philosophische Aspekte, die sich aus der Chaostheorie ergeben.

## Schriften
- mit Giulio Casati (Herausgeber): Quantum Chaos: Between Order and Disorder, A Selection of Papers, Cambridge University Press 1995
- mit I Meshkov: Elektromagnetisches Feld, 2 Bände (russisch), Nowosibirsk, Nauka, 1987
- A universal instability of many dimensional oscillator systems, Physics Reports, Bd. 52, 1979, S. 263.
- mit Casati, Guarneri, Dima Shepelyansky: Relevance of classical chaos in quantum mechanics: the hydrogen atom in a monochromatic field, Physics Reports, Bd. 154, 1987, S. 77–123
- Time dependent quantum systems, in Voros, Giannoni, Zinn-Justin (Herausgeber) „Chaos and quantum physics“, Les Houches Lectures Bd. 52, 1989, Elsevier 1991
- Particle dynamics in magnetic traps, in Kadomtsev (Herausgeber): Reviews in Plasma Physics, Bd. 13, 1987, S. 1–92, Consultants Bureau, New York
- mit Izrailev, Shepelyansky: Dynamical stochasticity in classical and quantum mechanics, Soviet Scientific Reviews C, Bd. 2, 1981, S. 209, Harwood  1981
- dieselben: Quantum chaos: localization vs. ergodicity, Physica D, Bd. 33, 1988, S. 77
- Research concerning the theory of nonlinear resonance and stochasticity, Preprint, Institute of Nuclear Physics, Novosibirsk, 1969, CERN Translations 71-40